# Halopteris violae
Halopteris violae is een hydroïdpoliep uit de familie Halopterididae. De poliep komt uit het geslacht Halopteris. Halopteris violae werd in 2003 voor het eerst wetenschappelijk beschreven door Calder, Mallinson, Collins & Hickman. 